# Bindengimpel
Der Bindengimpel (Carpodacus trifasciatus) ist ein Singvogel aus der Familie der Finken. Die südostpaläarktische Art kommt im westlichen und südlichen China vor.

## Beschreibung
Der Bindengimpel ist mit 17–19,5 cm Körperlänge knapp größer als ein Kernbeißer. Er ist durch seine Flügelzeichnung und andere Merkmale kaum mit anderen Karmigimpelarten zu verwechseln. Der 15–16 mm lange Schnabel ist kräftig mit einer breiten, tiefliegenden Basis. Der Oberschnabel ist dunkel hornfarben, der Unterschnabel gelblich-grün oder gelblich hornfarben. Die Füße sind dunkelbraun. Die Flügellänge liegt zwischen 82 und 88 mm, die Schwanzlänge zwischen 71 und 72 mm.
Die Geschlechter unterscheiden sich deutlich in der Gefiederfärbung. Die Stirn des Männchens ist weiß. Scheitel, Hinterkopf und Halsseiten sind wie der Rücken und die inneren Schulterfedern kräftig bis dunkel karminrot mit schwarzen Federbasen. Auf dem Rücken finden sich zudem oft dunkle Federzentren oder graue Säume. Zügel, Augenstreif und Ohrdecken sind schwärzlich mit roten Säumen und weißen Schaftstreifen. Kinn und Kehle sind schwarz mit beigen, im frischen Gefieder weißen Schaftstreifen. Die vordere Brust ist dunkel weinrot mit schwarzen Federbasen. Brust und Flanken sind karmin- oder weinrot, die Brustseiten grau. Bauch und hintere Flanken sind wie die Unterschwanzdecken weiß. Letztere tragen zudem graue Federzentren und schwarze Schaftstreifen. Die äußeren Schulterfedern sind weißlich und bilden ein helles Band über dem geschlossenen Flügel. Die Armdecken sind schwärzlich mit hellrosa Spitzen. Alula, Handdecken und Schwingen sind schwarz. Die Schirmfedern zeigen an der Spitze der Außenfahne ein breites, weißes Feld. Der untere Rücken ist karmin- bis rosarot. Die Oberschwanzdecken tragen zudem graue Spitzen. Der eckige Schwanz ist schwarz.
Das Weibchen ist an Oberkopf, Nacken, Rücken und Schultern dunkelgrau mit schwarzer Streifung. Die äußeren Schulterfedern sind gelblich beige oder weißlich. Das Gesicht ist warm bräunlich mit einer grauen oder schwärzlichen Fleckung. Kinn und Kehle sind gelblich braun. Brust und Flanken sind warm bräunlich oder gelblich getönt, die untere Brust und Seiten sind beige, der Bauch und die Unterschwanzdecken graubeige. Der Bürzel ist blassbraun oder olivbraun, die Oberschwanzdecken schwarzbraun, der Schwanz schwarz. Die Flügelfedern ähneln denen des Männchens, allerdings sind die Armdecken eher dunkelgrau mit blassen Säumen und tragen gelblich beige bis orangegelbe Spitzen. Das Feld am Ende der Außenfahnen der Schirmfedern ist weiß oder gelbweiß. Der Schnabel des Weibchens ist etwas schlanker als der des Männchens und etwas heller und einfarbiger.
Das Jugendkleid ähnelt dem des Weibchens. Männchen im ersten Winter zeigen leicht gelbliche äußere Schulterfedern, die Spitzen der Schirmfedern sind orangegelb. Die großen Armdecken tragen gelbe Spitzen und der Bürzel ist warm rötlich braun. Das Gesicht ähnelt eher dem des adulten Männchens mit langen weißen Spitzen. Gesicht, Brust und Flanken sind rötlicher Braun als beim Weibchen. Der Schnabel ist wie beim Weibchen, zeigt aber schon Gelb am Ansatz.
Die Art ist relativ träge und bewegt sich langsam. Oft sitzt der Vogel lange Zeit regungslos in der Vegetation verborgen. Der Bindengimpel ist wenig ruffreudig. Über den Gesang ist nichts bekannt.

## Verbreitung
Der monotypische Bindengimpel besiedelt das südwestliche Gansu bis ins westliche und südliche Sichuan. Er wurde zudem zur Brutzeit im Yulong Xueshan bei Lijiang im nordwestlichen Yunnan festgestellt. Der Bindengimpel ist meist selten oder kommt zerstreut vor. Er ist aber nicht bedroht.

## Lebensweise
Der Bindengimpel lebt in Höhen zwischen 2130 und 3050 m Seehöhe. Im Spätherbst oder Winter wandern einige Populationen in niedrigere Lagen bis etwa 1800 m ab, andere ziehen in südwestliche Richtung ab, um entlang des Tsangpo im südöstlichen Tibet zu überwintern. Ab Mitte März kehren sie zurück.
Die Art brütet im Unterholz und in Dickichten innerhalb von lichten Nadelwäldern. Im Winter findet man sie in Obstgärten, Hecken, Zwergmispeln, Wildapfelsträuchern und auf Feldern. Die Nahrung besteht aus Sämereien und wird auf dem Boden oder in Sträuchern gesammelt. Über die Brutbiologie ist nichts bekannt.